# DSN-2
DSN-2, также известный как Кирамэки-2 (яп. きらめき — «сияние») — военный геостационарный спутник связи построенный и обслуживаемый японской компанией DSN Corporation для Министерства обороны Японии.
Спутник будет покрывать территорию над Индийским океаном и использоваться в том числе для поддержки японского миротворческого контингента ООН в Южном Судане и борьбы с морским пиратством у побережья Сомали.
DSN Corporation — совместное предприятие, образованное в 2013 году японскими компаниями SKY Perfect JSAT Group, NEC Corporation и NTT Communications Corporation c целью создания спутниковой сети для обеспечения связи в X-диапазоне между частями сухопутных, военно-морских и военно-воздушных сил Японии. Программа рассчитана на период с января 2015 до марта 2031 года и предполагает создание двух спутников для размещения на геостационарной орбите, а также обновление наземного оборудования для их обслуживания и управления. Новые спутники заменят используемые ранее для этой цели гражданские аналоги.
Спутник DNS-2 построен на базе космической платформы DS-2000 компании Mitsubishi Electric, полезная нагрузка (транспондеры X-диапазона) была поставлена компанией NEC Corporation. Ожидаемый срок службы аппарата — не менее 15 лет.
Вывод спутника на орбиту будет обеспечен компанией Mitsubishi Heavy Industries, производителем и оператором запусков ракет-носителей серии H-II.
Запуск состоялся 24 января 2017 года в 07:44 UTC со стартового комплекса «Ёсинобу» космодрома «Танэгасима» с помощью ракеты-носителя H-IIA 204. Аппарат успешно выведен на геопереходную орбиту.
Первый спутник, DNS-1, является дополнительной полезной нагрузкой X-диапазона на японском телекоммуникационном спутнике Superbird-8. Его планировали запустить в июле 2016 года на борту ракеты-носителя «Ариан-5», но из-за повреждения при транспортировке из Японии на космодром во Французской Гвиане запуск был отложен и произойдёт не ранее 2018 года.